# Калушка област
Калушка област (рус. Калужская область) је конститутивни субјект Руске Федерације са статусом области на простору Средишњег федералног округа у европском делу Русије.
Административни центар области је град Калуга.

## Географија
Калуга Регион се налази у централном делу источне европске низије. Подручје се налази између централне регије (са просечном висином у региону изнад 200 m и максималну изнад 275 м у југоисточној регији) Смоленск-Москва Упланд и покрајина Дњепра-Деснинскои.

## Етимологија
Област носи име по административном центру, граду Калуга. Град је основан 1371. године, у близини реке Калушке (леве притоке Оке), по којој је и добио име.
Иако не постоји усаглашеност код стручњака у овој области, већина етимолога сматра да је река своје име добила по старој словенској речи калуга (или каљуга), што се односило на мочваре и блато поред ове реке.

## Становништво
| 1989.     | 2002.     | 2010.     |
| --------- | --------- | --------- |
| 1.066.833 | 1,041,641 | 1,010,930 |